# John Florio
John Florio (ur. 1553 w Londynie, zm. 1625), we Włoszech znany jako Giovanni Florio – językoznawca i leksykograf, nauczyciel języków na dworze króla Jakuba I Stuarta, przypuszczalnie znajomy i autorytet Williama Szekspira. Był pierwszym tłumaczem Michela de Montaigne na język angielski. W 1580 roku poślubił siostrę poety Samuela Daniela o imieniu Aline. Mieli troje dzieci: Joane, Edwarda i Elizabeth. Zmarł w biedzie w 1625 roku w londyńskim Fulham.

## Pochodzenie
Florio miał angielsko-włoskie korzenie. Jego ojciec, urodzony w Toskanii Michelangelo Florio, przed przejściem na protestantyzm był franciszkańskim mnichem. W związku ze swoimi kazaniami wygłaszanymi w Neapolu, Padwie i Wenecji, miał problemy z włoską inkwizycją. Schronienie znalazł w Anglii za rządów Edwarda VI, gdzie w roku 1550 został pastorem włoskiej kongregacji protestanckiej w Londynie. Był również członkiem dworu Williama Cecila. Z obu tych funkcji został odwołany pod zarzutem niemoralności, później jednak William Cecil wybaczył mu. Niewiele wiadomo natomiast o matce Johna Florio; prawdopodobnie była Angielką.
Michelangelo Florio pracował następnie jako nauczyciel Jane Grey oraz w rodzinie Williama Herberta, 1. hrabiego Pembroke, ojca Henry'ego Herberta, 2. hrabiego Pembroke. Zadedykował on Jane Grey i Henry'emu, swoim najlepszym uczniom, książkę Regole de la lingua thoscana. Michelangelo Florio był prawdopodobnie świadkiem wielu wydarzeń z życia Lady Jane Grey, jak również opowiadał jej o prześladowaniach, których doświadczył we Włoszech.

## Emigracja
Według siedemnastowiecznego antykwariusza Anthony'ego Wooda, rodzina Florio razem z młodym Johnem opuściła Anglię wraz z wstąpieniem na tron królewski Marii I Tudor. Osiedlili się w protestanckim Bergell w Szwajcarii, gdzie Michelangelo Florio dostał posadę pastora. Jonh Florio porozumiewał się z ojcem w języku włoskim, a z matką prawdopodobnie po angielsku. Ponadto ojciec uczył go francuskiego i niemieckiego. W wieku siedmiu lat John Florio został posłany do Tybingi w Niemczech, gdzie miał mieszkać i pobierać nauki od protestanckiego teologa Piera Paolo Vergerio, a później kontynuować naukę na uniwersytecie w Niemczech. John wrócił do Anglii, prawdopodobnie razem z matką, za rządów królowej Elżbiety I, we wczesnych latach 70. XVI wieku. Posiadał już wtedy szerokie wykształcenie protestanckie oraz humanistyczne.

## Życie i praca w Anglii
Florio postawił sobie za cel nauczenie manier protestanckich arystokratów angielskich, których uważał za nieokrzesanych i niecywilizowanych, a także pomoc im w zdobywaniu umiejętności lingwistycznych. W związku z tym wprowadził do języka angielskiego liczne włoskie przysłowia oraz wiele nowych słów.
Podczas pracy jako nauczyciel i szpieg (dla organizacji szpiegowskiej królowej Elżbiety) w domu francuskiego ambasadora, Florio zaprzyjaźnił się z Giordano Bruno, którego teorie tłumaczył na język angielski podczas przyjęć. Głównie na podstawie dzieł Bruno napisał też słownik włosko-angielski A Worlde of Wordes (1598). Przez jakiś czas mieszkał i studiował w Oksfordzie. Około roku 1576 otrzymał posadę nauczyciela syna Richarda Barnesa, biskupa Durham.
W roku 1578 wydana została książka Florio pod tytułem First Fruits, which yield Familiar Speech, Merry Proverbs, Witty Sentences, and Golden Sayings. Trzy lata później Florio został wykładowcą języka francuskiego i włoskiego na Magdalen College w Oksfordzie. W roku 1591 ukazało się jego kolejne dzieło pod tytułem Second Fruits, to be gathered of Twelve Trees, of divers but delightsome Tastes to the Tongues of Italian and English men, które zawierało zarys gramatyki, dialogi w języku angielskim i włoskim oraz fragmenty dzieł włoskich klasyków.
Florio miał wielu mecenasów, wśród nich angielskich hrabiów, między innymi Henry'ego Wriothesleya, 3. hrabiego Southampton, oraz Williama Herberta, 3. hrabiego Pembroke. Po wstąpieniu na tron królewski Jakuba I Stuarta, otrzymał posadę nauczyciela języka francuskiego i włoskiego dla księcia Henryka (Henryk Fredryk Stuart), a następnie członkiem dworu królowej Anny Duńskiej, żony Jakuba I.
Florio ożenił się z siostrą poety Samuela Daniela. Był w dobrych relacjach z wieloma ówczesnymi poetami i pisarzami. Zmarł w londyńskim Fulham jesienią 1625 roku, w biedzie spowodowanej tym, iż jego pensja jako członka dworu nie była wypłacana. Jego dom został sprzedany, żeby spłacić jego liczne długi. Jego potomkowie byli członkami wysoko wyedukowanej angielskiej klasy społecznej.

## Przekłady
John Florio jest uznawany za jednego z tłumaczy, którzy swoimi przekładami znacząco przyczynili się do rozwoju epoki renesansu w Anglii. Renesansowe idee i przeniknęły do elżbietańskiej Anglii właśnie dzięki tłumaczeniom tekstów filozoficznych i wielkich dzieł literatury europejskiej, które opracowywali między innymi Florio, Thomas Hoby, Philemon Holland, George Chapman i Arthur Golding.
Florio czynnie uczestniczył w sporze pomiędzy zwolennikami tłumaczeń literatury oraz ich przeciwnikami. Jako zwolennik tłumaczeń twierdził, że to właśnie za pośrednictwem przekładów Europejczycy czerpali większość renesansowych idei z dzieł greckich, podczas gdy Grecy w ten sam sposób korzystali z dokonań Egipcjan, którzy natomiast swoją wiedzę posiedli drogą tłumaczenia dzieł Hebrajczyków i Chaldejczyków. Odnosił się również do wyznania protestanckiego, w którym tłumaczenie Biblii na języki ojczyste w celu umożliwienia studiowania jej ludowi było jednym z ważniejszych postulatów. Florio twierdził, iż obowiązkiem ludzi wykształconych, jako jedynych „godnych tłumaczy”, jest umożliwianie innym ludziom zdobycia wiedzy, szczególnie z zakresu religii. Dzielił on również pogląd typowy dla myślicieli renesansu, iż tłumaczenia tekstów kultury innych narodów przyczyniają się do rozwoju i ulepszenia kultury i języka danego kraju, oraz do kreowania tożsamości narodowej.
Florio sformułował metaforę tłumacza jako „przybranego ojca” (ang. foster-father) dla tłumaczonego przez niego dzieła. Twierdził on, iż podczas tłumaczenia dzieło „rodzi się na nowo”, a tłumacz, jako kochający ojciec, przenosi je do Anglii, ubiera w angielskie szaty i uczy języka.
Najważniejszym dziełem Johna Florio jest tłumaczenie zbioru esejów Próby (ang. Essayes on Morall, Politike, and Millitarie Discourses) francuskiego filozofa Michela de Montaigne, wydane w roku 1603. Jest ono uznawane za jedno z najbardziej znanych i wpływowych tłumaczeń okresu elżbietańskiego. Dzieło cieszyło się rosnącą popularnością przez następne pół wieku, w związku z czym wydano je ponownie w latach 1613 i 1632. Innym słynnym dziełem przetłumaczonym przez Florio na język angielski jest Dekameron Giovanniego Boccaccia.